# Vinko Brešan
Vinko Brešan (* 3. února 1964 Záhřeb) je chorvatský filmový režisér. Je synem spisovatele a scenáristy Ivo Brešana. 
Na Záhřebské univerzitě vystudoval filozofii a komparatistiku, pak absolvoval studium režie na Akademii dramatických umění. Jeho studentská práce Naše burza byla oceněna na Mezinárodním festivalu krátkometrážních filmů v Oberhausenu. V roce 1994 natočil úspěšný dokument o válečných uprchlících Společný oběd.  
Brešanovy hrané filmy se vyznačují černým humorem i sarkastickým pohledem na chorvatskou společnost a její historická traumata. Jeho prvním celovečerním počinem byla v roce 1996 komedie Jak začala válka na mém ostrově, k níž napsal scénář jeho otec. Nehrdinský pohled na válku v Jugoslávii se stal s 350 000 diváky chorvatským diváckým hitem. S dědictvím komunistického režimu se Brešan vyrovnává ve filmu Duch maršála Tita z roku 1999, kde opět využívá izolovaný mikrokosmos malého dalmatského ostrůvku. Film Svědkové (2003) je adaptací románu Jurici Pavičiće; otevřené zobrazení válečných zločinů i obsazení srbské herečky Mirjany Karanovićové do hlavní role vzbudily protesty chorvatských nacionalistů. Provokativního spojení vzpomínek válečných veteránů se světem komerční pornografie se Brešan dopustil ve filmu Bez konce, který vznikl v roce 2008 jako první koprodukce Chorvatska a Srbska od rozpadu Jugoslávie. Film Knězovy děti (2013) vznikl podle knihy Mateho Matišiće a spojuje problém vylidňování odlehlých oblastí Chorvatska se satirou na bigotní katolicismus. V roce 2018 natočil Vinko Brešan politickou satiru Jaká je to země! s Lazarem Ristovskim a Danielem Olbrychskim v hlavních úlohách.
Vinko Brešan byl oceněn Zlatou arénou na Filmovém festivalu v Pule v letech 1996 a 2003. Získal cenu za režii na Mezinárodním filmovém festivalu Karlovy Vary. Filmy Duch maršála Tita a Svědci byly za Chorvatsko nominovány na cenu Oscar za nejlepší cizojazyčný film. Za Svědky dostal cenu ekumenické poroty a mírovou cenu na Berlinale 2004. Také mu byla udělena Cena Vladimira Nazora.
Pro stanici Hrvatska radiotelevizija Brešan natočil komediální seriál Deník velkého Perici. Jako herec se kromě vlastních snímků objevil také ve filmech Ruské maso Lukase Noly a Bůh nedopustí větší zlo Snježany Tribusonové. Od roku 2004 je ředitelem společnosti Zagreb Film.